# Phalacrocorax punctatus
Phalacrocorax punctatus е вид птица от семейство Корморанови (Phalacrocoracidae).

## Разпространение
Видът е ендемичен за Нова Зеландия.